# Волонтерська група Романа Доніка
Волонтерська група Романа Доніка — організація допомоги українським військовим у зоні АТО. Створена харків'янами, які об'єдналися навколо активіста Євромайдану, підприємця в галузі інформаційних технологій Романа Доніка.

## Історія
Група з'явилася в березні 2014 року для підтримки підрозділів, які охороняли Харків від сепаратистських рухів, а також для акумулювання сил при будівництві блокпостів навколо міста. Згодом їй стали допомагати жителі інших міст та країн (зокрема діаспоряни з «Майдану Сан-Франциско»). Станом на осінь 2014 — весну 2015 в об'єднанні налічувалося 10-20 активістів.
Під час подій у Криму Роман Донік із помічниками допомагав військовим 79-ї бригади, що перебували на межі з півостровом, та 93-ї бригади, в яку йшла мобілізація людей. Під час заворушень у Харкові волонтери брали участь у встановленні в місті патріотичних білбордів та займалися забезпеченням спецпідрозділу «Ягуар», а з початком війни на сході України стали допомагати різним військовим формуванням та медичним закладам у зоні АТО. Крім того, Роман Донік брав участь у боротьбі з контрабандою через лінію розмежування, а коли її обсяги знизилися, повернувся до підтримки військових.
16 листопада 2014 на установчому з'їзді Асоціації народних волонтерів України Роман Донік був затверджений членом її координаційної ради, а 19 січня 2015 повідомив про вихід із організації — за його словами, через неконсенсусні дії окремих її членів без відома інших.

## Діяльність
Спеціалізація групи — речове та технічне забезпечення військовослужбовців. На початку війни вона доправляла їм бронежилети та індивідуальні аптечки. Під час боїв за Донецький аеропорт волонтери надавали різноманітну підтримку його захисникам, а під час боїв під Донецьком евакуювали поранених до шпиталю та лікарні Красноармійська. Була реалізована програма з виготовлення БПЛА для потреб 93-ї бригади. В зону АТО було передано понад 20 позашляховиків[джерело?]. Серед іншого, волонтери звітують про передачу військовим тепловізорів, приладів нічного бачення, далекомірів, активних навушників, обладнання для радіозв'язку та радіорозвідки.
Група допомагає підрозділам української армії, Національної гвардії та добровольчих батальйонів. За даними об'єднання, його допомогу отримували 79-та, 80-та і 95-та аеромобільні бригади, 93-тя окрема механізована бригада, 128-ма окрема гірсько-піхотна бригада, 3-й і 8-й полки спеціального призначення, медичний батальйон «Госпітальєри», батальйон «Донбас», Харківський і Житомирський прикордонні загони, спецпідрозділ  «Ягуар» та інші військові формування, а також низка медичних закладів.
За доручення Президента, Донік з волонтерами своєї групи інспектували будівництво опорних пунктів другої лінії оборони
Влітку 2015 року активісти в складі зведених груп брали участь у кампанії з перешкоджання контрабанді на лінії розмежування АТО.[джерело?]
Волонтери групи займаються модернізацією кулеметів ДШКМ та проводять навчання військових роботі з ними. Вони розробили та впровадили нову програму навчання кулеметників.
Група Романа Доніка вважається одним з основних волонтерів 93 бригади.
Саме Роман Донік, разом з командиром 93 бригади Клочковим розробили, та ввели відзнаку командира бригади Почесний нагрудний знак «93 окрема механізована бригада». Відзнака була затверджена начальником Генерального Штабу, та має статус офіційної, з занесення відмітки в військовий квиток.
В травні 2019 року на базі Одеської військової академії, були проведені заняття по ДШКМ-ТК для викладачів вогневої підготовки військових вишів. Неділю викладачі займалися як рядові курсанти, для того, щоб мати можливість оцінити методику навчання. Всі хто брав участь у навчаннях, дали високу оцінку як модернізації кулемета ДШКМ-ТК, так і системі навчання.
У 2019—2020 р. взяли участь в написанні офіційного керівництва зі стрілецької справи по ДШКМ-ТК яке було видане центром оперативних стандартів та методики підготовки ЗСУ спільно з Головним Управлінням підготовки ЗСУ. Розповсюдили керівництво зі стрілецької справи по ДШКМ-ТК по підрозділах ЗСУ
У 22 році група інструкторів під керівництвом Доніка за дорученням Залужного організували тренінг молодших командирів, а в подальшому брали участь у створенні 151 навчального центра

## Збір допомоги
Група приймає допомогу військовим у фітнес-клубах мережі «Малібу» у Харкові, Одесі та Львові, у приміщенні «Просвіти» в Харкові, а також збирає кошти через різні системи грошових переказів. Списки потрібних речей регулярно публікуються на сторінці організації в Facebook та на її сайті.

## Нагороди
Деякі члени групи відзначені державними та відомчими нагородами:
- Роман Донік — орденом «За заслуги» III ступеня (указ президента України від 23 серпня 2014)[38], орденом Богдана Хмельницького III ступеня (указ президента України від 4 грудня 2014)[39], нагородним годинником від президента (червень 2016)[40] та відзнакою Міністерства оборони України «Вогнепальна зброя» (5 грудня 2014)[41][42]; 12.08.2016 Нагороджений відзнакої Міністра Оборони медаллю «За сприяння Збройним Силам України»[43][44]
- Павло Райхельс — орденом «За мужність» III ступеня (указ президента України від 4 грудня 2014)[39];
- Людмила Негріу — орденом княгині Ольги III ступеня (указ президента України від 4 грудня 2014)[39].

Крім того, Роман Донік та деякі інші волонтери групи нагороджені медалями «За гідність та патріотизм» Всеукраїнського об'єднання «Країна» за поданням, зокрема, 128-ї окремої гірсько-піхотної бригади (8 червня 2016). Також, за повідомленням групи, її активісти нагороджені медаллю Української православної церкви Київського патріархату «За жертовність і любов до України» (троє людей), відзнаками начальника Генерального штабу «За заслуги перед Збройними Силами України», пам'ятним нагрудним знаком «93-я Окрема Гвардійська механізована бригада» та багатьма подяками і грамотами від військових формувань та лікарень, яким вони допомагали.
Настоятель ПЦУ митрополит Епіфаній нагородив волонтерів Орденом святителя і чудотворця Миколая